# Машутино (Торжокский район)
Машутино — деревня в Торжокском районе Тверской области России. Входит в состав Масловского сельского поселения.

## География
Деревня находится в центральной части Тверской области, в зоне хвойно-широколиственных лесов, в пределах восточной оконечности Валдайской возвышенности, на правом берегу реки Осуги, вблизи места впадения в неё реки Райчоны, на расстоянии примерно 12 километров (по прямой) к западу от Торжка, административного центра района. Абсолютная высота — 169 метров над уровнем моря.

### Климат
Климат характеризуется как умеренно континентальный, влажный, с морозной зимой и умеренно тёплым летом. Среднегодовая температура воздуха — 3,9 °C. Средняя температура воздуха самого холодного месяца (января) — −10,2 °C (абсолютный минимум — −48 °C); самого тёплого месяца (июля) — 16,9 °C (абсолютный максимум — 35 °C). Вегетационный период длится около 169 дней. Годовое количество атмосферных осадков составляет около 575—600 мм, из которых большая часть выпадает в тёплый период. Снежный покров держится в течение 135 −140 дней. Среднегодовая скорость ветра варьирует в пределах от 3,1 до 4,1 м/с.

### Часовой пояс
Деревня Машутино, как и вся Тверская область, находится в часовой зоне МСК (московское время). Смещение применяемого времени относительно UTC составляет +3:00.

## Население
| 1996 | 2002 | 2008 | 2010 |
| ---- | ---- | ---- | ---- |
| 3    | ↗13  | ↘12  | ↘10  |

### Национальный состав
Согласно результатам переписи 2002 года, в национальной структуре населения русские составляли 85 % из 13 чел.